# Tomasz Zamoyski

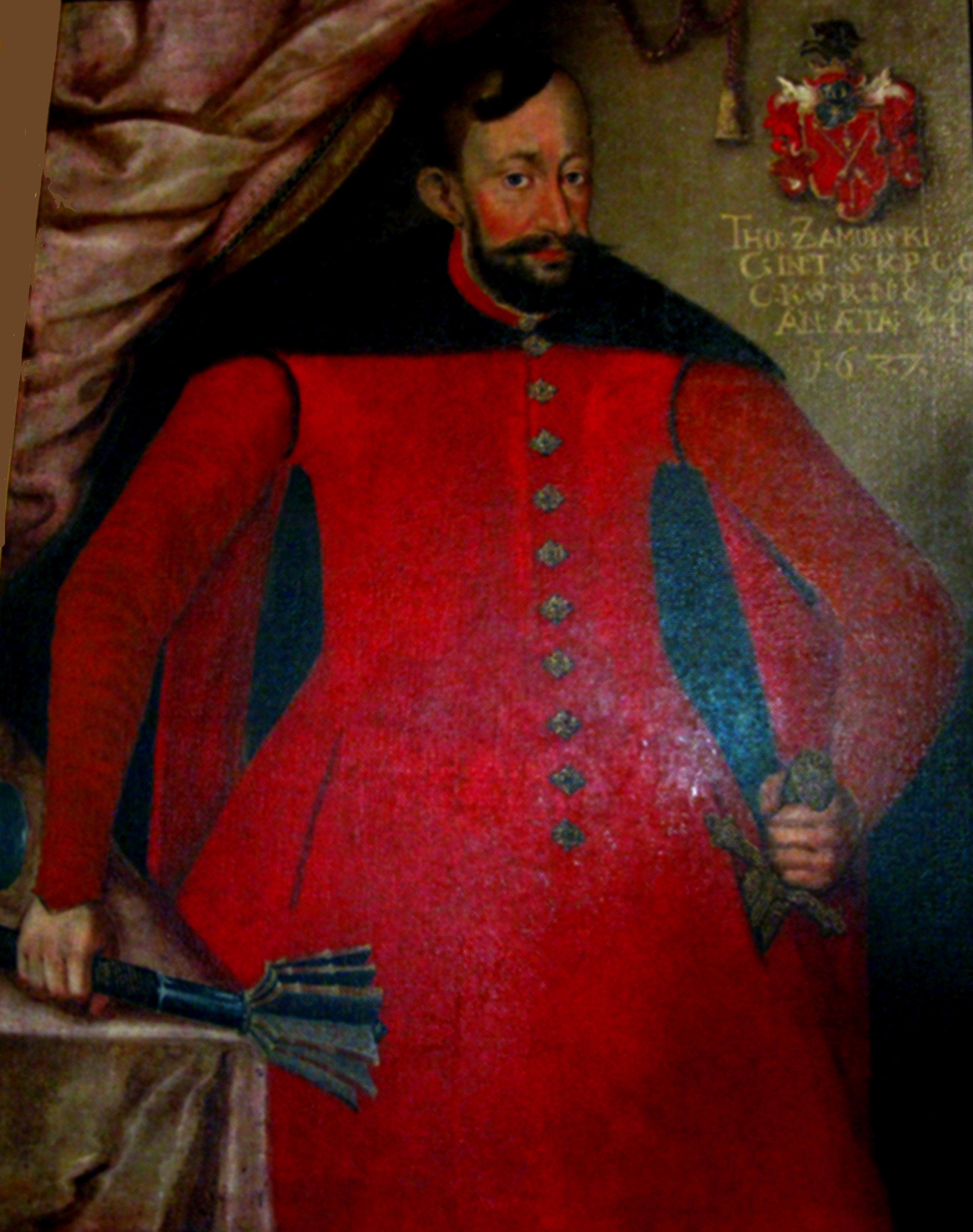
Kanzler der polnischen Krone Tomasz Zamoyski im Sarmatenkleid

Tomasz Zamoyski (* 1. April 1594; † 7. Januar 1638) war ein polnischer Adliger, Magnat, Beamter im Staatsdienst und Staatsmann der Republik Polen-Litauen. Als Sohn von Jan Zamoyski und der Barbara Zamoyska († 1610), geborene Tarnowska, entstammte er dem Haus Zamoyski.

## Leben
Tomasz bekleidete als Beamter bedeutende Staatsämter in der Republik. So war er Wojewode von Podolien und Kiew. Ferner war er Starost von Knyszyn, Sokal, Nowy Targ, Rabsztyn, Kalusch, Goniądz, Rzeczyce sowie 1628 Generalstarost von Krakau. 1628–1635 Kanzler und ab 1635 Großkanzler der polnischen Krone.
Als Alleinerbe seines Vaters, erbte er riesiges Vermögen aus weitläufigen Latifundien. Der Stammsitz der Adelsfamilie Zamoyski ist Zamość.

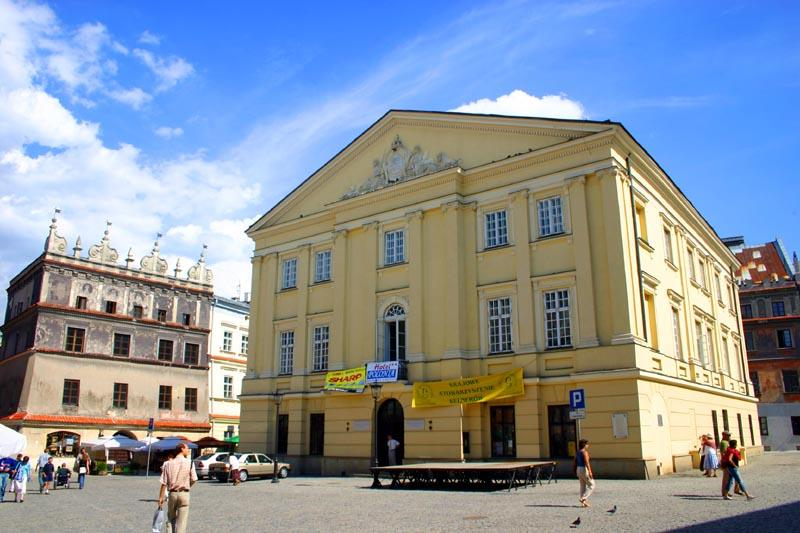
Der Amtssitz von Tomasz Zamoyski in Lublin
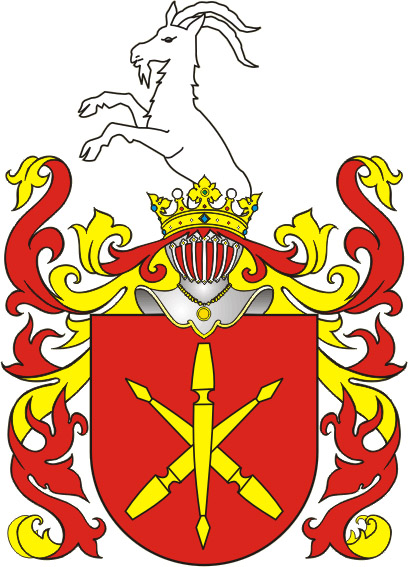
Das Adelswappen des Tomasz Zamoyski, Wappengemeinschaft Jelita

## Ehe und Nachkommen
Tomasz war ab 1620 mit Katarzyna Zamoyska, geborene Prinzessin Ostrogska, verheiratet und hatte mit ihr drei Kinder:
- Gryzelda Zamoyska (1623–1672), verheiratet mit dem Magnaten und Fürsten Jeremi Wiśniowiecki;
- Joanna Barbara Zamoyska (1626–1653), verheiratet mit dem Magnaten Aleksander Koniecpolski;
- Jan Sobiepan Zamoyski (1627–1665), polnischer Magnat, Beamter und Offizier;